# Holbecker See
Der Holbecker See ist ein rund 8,5 Hektar großes Gewässer bei Holbeck, einem Ortsteil der Gemeinde Nuthe-Urstromtal im Landkreis Teltow-Fläming.

## Lage
Der See liegt auf der Gemarkung des Nachbarortes Stülpe, bezieht seinen Namen jedoch auf Grund seiner Nähe zu Holbeck von diesem Ortsteil. Er liegt östlich des Dorfzentrums und dort südlich der Eichenallee, die als zentrale Verbindungsachse in West-Ost-Richtung durch den Ort führt. Südlich führt der Seeweg am Gewässer vorbei. Dieser ist auch gleichzeitig Bestandteil eines Rundkurses des Flaeming-Skate. Der einzige Abfluss ist der Holbecker Seegraben im Südosten. Er fließt in die Flemmingwiesen und verbindet sich in Stülpe mit weiteren Meliorationsgräben, die über das Hammerfließ in die Nuthe entwässern.

## Nutzung
Der See ist ein ausgewiesenes Angelgewässer. Am südöstlichen Ufer ist eine Badestelle.